# 1924 en Grèce
Chronologie de la Grèce
- 1920
- 1921
- 1922
- 1923
- 1924
- 1925
- 1926
- 1927
- 1928

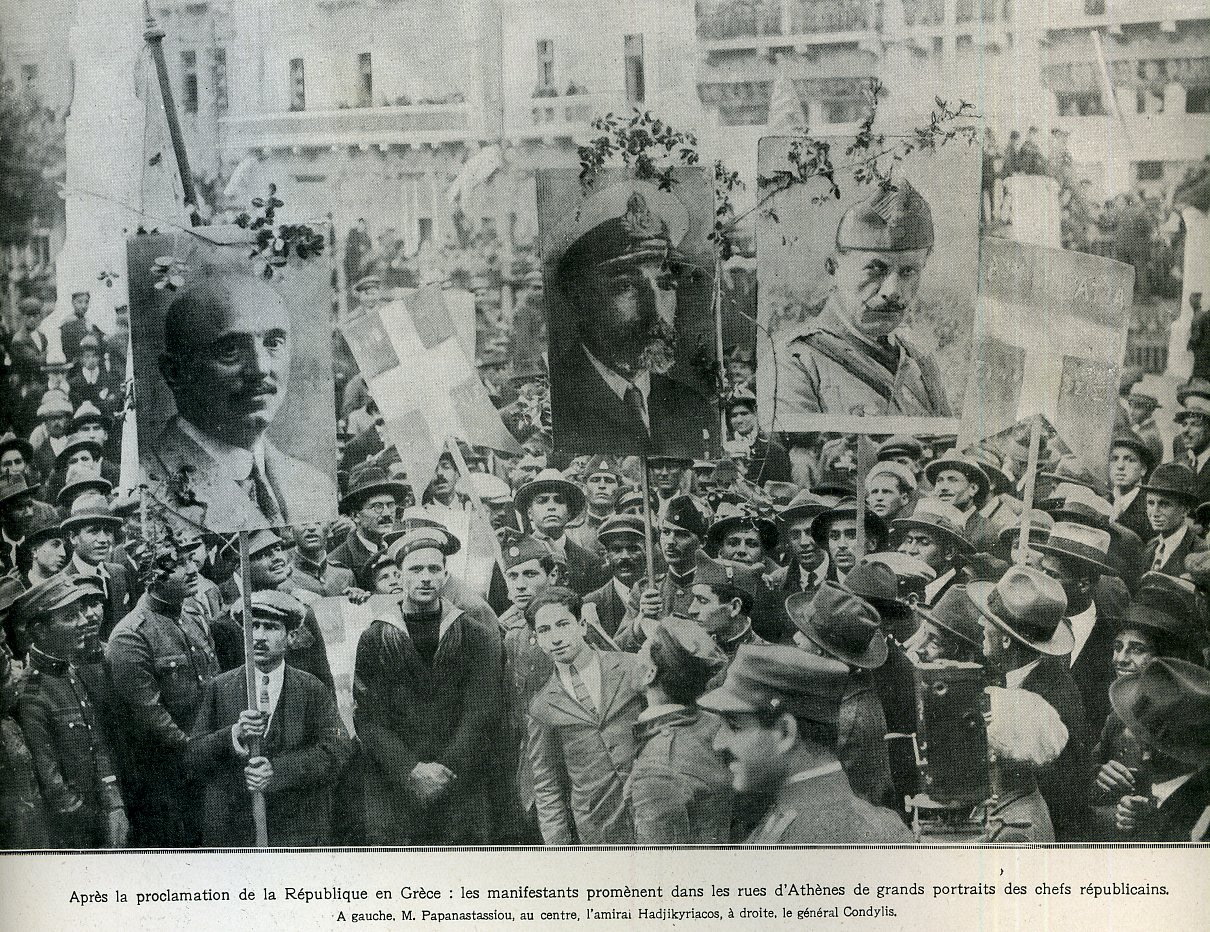
Démonstration de soutien pour la proclamation de la Deuxième République.

Cette page concerne les évènements survenus en 1924 en Grèce  :

## Évènements
- 25 mars : Proclamation de la Deuxième République (fin du royaume de Grèce).
- 13 avril : Référendum pour officialiser la mise en place de la Deuxième République.
- 27 juillet : Incident Tarlis (en) : meurtre de 17 paysans d'origine bulgare par un officier grec.
- 29 septembre : Signature du protocole Politis–Kalfov (en), entre la Grèce et la Bulgarie sur la protection des minorités bulgares en Grèce.

## Sortie de films
- L'Amour de Michaïl et Concetta
- Le Mariage de Michaïl et Concetta
- Michaïl est sans le sou

## Sport
- 5-27 juillet : Participation de la Grèce aux Jeux olympiques d'été de Paris.
- Championnat Panhellénique (1923-1924) (en)
- Championnat Panhellénique (1924-1925) (en)
- Création des clubs : AEK Athènes (basket-ball), AEK Athènes FC, Niki Volos Football Club (football), Panathinaikos (tennis de table) (en)
- Création de l'Association des clubs de football d'Athènes (en).

## Création
- Association des chimistes grecs (en)
- Collège Anatolia (en), également appelé collège américain.
- Naftemporiki (en), quotidien financier.

## Dissolution
- Association des clubs de football d'Athènes et du Pirée (en).

## Naissance
- Dimítris Christodoúlou, poète, parolier et dramaturge.
- Giórgos Foúndas, acteur.
- Míssas Pantazópoulos, basketteur.
- Mímis Pléssas, compositeur.

## Décès
- Panagiótis Danglís, général et personnalité politique.
- Konstantínos Koumoundoúros (en), officier de la marine et personnalité politique.
- Ioánnis Polémis (en), poète.